# Teomatatlán
Teomatatlán är en ort i Mexiko.   Den ligger i kommunen Chilapa de Álvarez och delstaten Guerrero, i den södra delen av landet, 210 km söder om huvudstaden Mexico City. Teomatatlán ligger 1 401 meter över havet och antalet invånare är 441.
Terrängen runt Teomatatlán är huvudsakligen kuperad. Teomatatlán ligger nere i en dal. Runt Teomatatlán är det ganska glesbefolkat, med 42 invånare per kvadratkilometer. Närmaste större samhälle är Chilapa de Alvarez, 5,9 km väster om Teomatatlán. I omgivningarna runt Teomatatlán växer huvudsakligen savannskog.